# Scopula aspiciens
Scopula aspiciens är en fjärilsart som beskrevs av Louis Beethoven Prout 1926. Scopula aspiciens ingår i släktet Scopula och familjen mätare. Inga underarter finns listade.